# إيف فروتير
إيف فروتير هو جغرافي وجيولوجي كندي، ولد في 17 أغسطس 1914 في مدينة كيبك في كندا، وتوفي في 19 أغسطس 2014 في أوتاوا في كندا.